# Kročehlavy
Kročehlavy (po polsku Kroczehlawy) – dzielnica miasta Kladno w Czechach, wcześniej samodzielna wieś.

## Historia
Pierwsze wzmianki pochodzą z roku 1316, ale wieś była założona wcześniej. Od początku była małą wsią. Jej większy rozwój nastąpił dopiero po odbudowaniu miejscowego folwarku na początku XVIII wieku, wtedy liczba domów wynosiła 11. Jeszcze w połowie XIX wieku miały Kroczehlawy jedynie 139 mieszkańców. W 1847 roku na terenie Kroczehlaw odkryto znalezisko węgla, co spowodowało otwarcie w okolicy licznych kopalni i przyczyniło do gwałtownego powiększenia liczby mieszkańców, dlatego już na początku XX wieku żyło tutaj ponad 8 000 ludzi. Z powodu rosnącej liczby ludności w 1931 roku Kroczehlawy podniesiono do rangi miasta. Rok wcześniej w miejscowości zbudowano kościół. Po II wojnie światowej połączono Kroczehlawy z Kladnem.